# 竇皇后 (漢文帝)
竇皇后（とうこうごう）は、前漢の文帝の皇后。名は不詳だが、猗房または猗という説もある。清河郡観津県の人。兄は竇建（字は長君）。弟は竇広国（字は少君）。子は景帝・梁王劉武。娘は館陶公主。

## 生涯
元は呂后の侍女であり、竇姫と呼ばれた。呂后より他の4人とともに代王劉恒に下賜され、竇姫が劉恒の寵愛を独占し、2男1女を産んだ。
前180年に呂后が死去すると、呂氏の乱を経て劉恒（文帝）が新皇帝として擁立されることとなった。文帝の嫡出の皇子4人が早世したため、前179年に竇姫所生の劉啓（後の景帝）を皇太子に立てた。やがて竇姫も皇后となった。竇氏の兄弟2人は幼い頃から竇皇后と離れて奴隷にされた。
弟の竇広国は後に観津の竇氏が皇后となったことを知り、皇后が自分の姉であると思った竇広国は竇皇后に手紙を送った。竇皇后は驚き、竇広国を召し出して詳細を聞いたところ、「姉と駅で別れた時、姉は米のとぎ汁で頭を洗ってくれまし、私にご飯を食べさせてから出かけたのです」と述べ、弟であると確信した竇皇后は泣いて弟の手を握った。
晩年に失明して寵愛も衰え、文帝の寵愛は慎夫人・尹姫に移っていった。
前157年に文帝が崩じると、景帝の即位に伴って皇太后となった。竇太后は末子の梁王劉武を偏愛し、下賜は莫大であった。また梁王を後継者にしようと考えたため、景帝は次第に梁王を疎んじるようとなった。後に劉武は死去し、皇太后は号泣して食事を取らず、「皇帝がわが子を殺したのだ」と言った。景帝もどうしたらいいかわからなかったが、長女の館陶長公主の計により竇太后の悲しみは癒え、食事を再開した。
前141年に景帝が崩じて武帝が即位すると、太皇太后となった。即位当初の武帝が幼少のため、竇太皇太后が実権を握っていた。黄老思想を好んだという。生きている間に儒生が重用されることはなかった。
建元6年（前135年）に崩御し、文帝と共に覇陵へ合葬された。館陶長公主がその資産の大部分を継承した。

## 登場作品
テレビドラマ
- 『漢武大帝』（2004年、中国、演：グィ・アーレイ（中国語版））
- 『劉邦の大風歌 -漢建国記-』（2009年、中国、演：羅憶楠）
- 『美人心計〜一人の妃と二人の皇帝〜』（2012年、中国、演：ルビー・リン）
- 『賢后 衛子夫（中国語版）』（2014年、中国、演：サリー・チェン）